# 恨
恨（ハン）は、朝鮮文化においての思考様式の一つで、感情的なしこりや、痛恨、悲哀、無常観をさす朝鮮語の概念。歴史学者の古田博司は朝鮮文化における恨を「伝統規範からみて責任を他者に押し付けられない状況のもとで、階層型秩序で下位に置かれた不満の累積とその解消願望」と説明している。しかし実際には、人を恨めば自身が楽になるという意味で使われる事が多い。歴史でみても序列で下の者や他国に擦りつける性質がみられ、現代でもそういった民族性が認められるため、自虐として使う者も稀に見られる。

## 定義
朝鮮民族にとっての「恨」は、単なる恨みや辛みだけでなく、無念さや悲哀や無常観、（虐げる側である優越者に対する）あこがれや妬み、悲惨な境遇からの解放願望など、様々な感情をあらわすものであり、この文化は「恨の文化」とも呼ばれる。
現代的なポストコロニアルアイデンティティとされる。
韓国大統領を務めた金大中は、著書『平和と民主主義にすべてを賭けて : 政治哲学と対話集』のなかで、以下のように述べている。
| 「 | 韓国の文化は「恨」の文化です。私たちの民族は憂患と苦難の民族であり、「恨」は挫折を味わった民族の希望、「恨」は挫折を味わった民族の夢を実現するための準備なのだと思います。確かに私たちは、歴史のなかで「恨」とともに生きてきたことは事実です。…しかし、常に自分自身を慰め、励まし、その結果、未来に向かって生きていくことができた。私たちの民族は、畑の雑草のように、踏みつけられ、そして蘇る。 …韓国人は2000年間、文化的アイデンティティを捨てなかった。…韓国人は、大きな苦難に耐え、あらゆる方法で忍耐してきた。 | 」 |

『金正日和朝鮮統一之日』（平壌外文出版社）の著者である金明哲は、「『恨』とは、表現されずに溜め込まれた感情、恨み、つらみ、自責の念、そして日常の言葉で言えば『悲哀』を意味する。…社会的抑圧によって塞がれた挫折感、鬱屈した感情が存在し続ける限り、『恨』もまた存在し続ける」と説明する。
邵毅平（復旦大学）は、「恨」とは、要するに弱者の哲学、内向性の哲学であり、個人・国家が「恨」をかき集めることで、強者に抵抗する勇気を見出そうとしたものであり、「恨」を通じて、近隣の大国である中国と日本の圧力に抵抗しようとした、と指摘している。
上述の金大中の例のように、恨は古来からの朝鮮民族固有の感情だと説明されることは現在でも一般的である。しかしながら、心理学や民俗学、社会学などの学際的研究の進展とともに、恨は日本統治時代の朝鮮の植民地的言説から生まれた「創られた言説」に過ぎず、民族固有の感情ではないという見解も現れている。

## 歴史

### 概要
朝鮮人は、自らを中華文明に勝るとも劣らない歴史をもつ優秀な民族であり、世界で最も純粋な血統をもつ民族だと信じている。欧米文化の影響を受けてきた韓国人の大多数でさえ、韓国人よりも北朝鮮人の方が血統の純粋な朝鮮民族だと考えており、このような認識が、韓国人コミュニティの閉鎖性と外国人嫌悪を助長している。B・R・マイヤーズは、北朝鮮のプロパガンダの背景には外国人嫌悪があると指摘しており、この傾向は、日本の植民地時代に、日本人と同様に朝鮮人が世界の他人種より最も純粋な血統であるとする「内鮮一体」に端を発する。北朝鮮の民族主義者たちは、檀君神話が北朝鮮人の血統に純粋性を与え、日本の歴史よりも古い独自の歴史と文明があると信じている。北朝鮮が白頭山を国家的シンボルにしたのは、日本の富士山に対抗するためであり、富士山を模倣する意味があった。しかし、暴力が支配的だった20世紀を通じて、朝鮮は東アジアのマイナーな存在であり続け、朝鮮の歴史は、その大半において、農耕文明と中国の儒教の影響により、他国を攻撃できるほど強くなく、遊牧民や海洋民族に対して常に守勢に立たされ続けていた。他国から何度も侵略され続けた。朝鮮は有史以来、強大な隣国である中国に侵略され続け、中国を宗主国と仰ぎ続け、中国に朝貢し続け、中国の属国であり続けた。したがって、朝鮮人が中国に恨みを抱くのは当然であった。日清戦争後、朝鮮は台頭する日本に占領されてしまい、国籍・名字を剥奪され、隣国である日本に対して恨みを抱くようになった。北朝鮮は、南北が統一できないのは、歴史上かつてないほど長期間にわたって韓国に軍隊を駐留しているアメリカ人に原因があると考えており、アメリカ人に対しても深い恨みを抱いている。地球上、「愛」の哲学を信じる人は多いが、「恨」の哲学を信じる人は、おそらく朝鮮人だけである。朝鮮が歴史上受け続けてきた不正・不幸に対して、真の償いと心からの謝罪がない限り、「恨」を抱き続けるということである。繊細で傷つきやすく、勝ち気で自尊心の強い朝鮮人は、自らの力のなさに目を向けるのではなく、「悪意のある世界に生きている」という外部に対する被害妄想をもち、有史以来、強大な隣国である中国と日本に侵略され続け、属国にされ続けてきたことによる隣国への「恨」は、教育を通じて次世代へと継承され続ける。
恨の文化は日本による韓国併合を前後として変化している。この恨の形成の裏には、儒教の教えや習慣が、本来の形を越えた形でエスカレートさせていったことが背景にあったと言われ、それは上位者の下位者に対する苛烈な扱いを正当化する解釈や、下位の者は過酷な立場を受容しなければならないとする解釈になった。

### 併合前 「前近代韓国の恨」
恨は、朝鮮半島代々の王権や両班による苛斂誅求を極めた階級的支配に対する民衆の抵抗意識と、漢代の昔より幾度となく朝鮮半島を襲った中国からの異民族（漢族・モンゴル族・女真族ほか）による侵略・征服で、永続的な服従を余儀なくされた「集団的トラウマと悲しみの記憶」と定義される。
しかし、韓国古典文学や演芸には喜びとユーモアがあふれており恨が表面化しておらず、それを和らげる方法としてハッピーエンドのパンソリ叙事詩が機能していた。この時代の恨はユーモアと表裏一体を成していたといえる。

### 併合前後
1907年に集団として直接的に恨を表現する様子を宣教師のウィリアム・ブレアがはじめて観察しているが、これは韓国の恨の文化が対外的にはじめて認知された一例である。それは苦痛を伴う告白（悔悟）による忘却の促進と魂の浄化（再生）を担っていた。
併合後、日本の同化政策に批判的であった柳宗悦は当時の底辺階級を文化的に引き上げることを芸術面で目指したが、却って韓国人は文化面における伝統の欠如、自我自主意識の没却に直面することとなった。同化政策の中にあって自己喪失への恐れは独立運動の度重なる失敗と挫折により韓国人の悲しみを伴った自己希求「恨」を更に強く刻む結果になった。以後、メディアや政権側で共通の悲しみを通して連帯を生むため、不平等を受容させるために文化面だけでなく政治的に利用されていくこととなる。
不幸な歴史に対する前向きな忘却を果たしていた個人的民衆的「恨の文化」は、忘却を恐れることで劣等感を記憶し相対的剥奪感を受け入れ維持させる集団的なものへと変化し、経済格差や南北分断など恒常的な不安定環境がその表現範囲も複雑化させていった。

### 独立後「現代韓国の恨」
朝鮮の独立が、民族運動として失敗して弾圧され、自らの力でなく第二次世界大戦の講和交渉として、頭ごなしに連合軍の力によって達成されたことは、後の世代の「恨」となった。また韓国について言えば、独立後の外圧によって成立した李承晩政権の腐敗した独裁政治、朴正煕の鉄拳統治、さらにそれ以後の軍事政権・光州事件など、内なる弾圧の歴史も「恨」となっている。それで今日得られなかった勝利の代替物として、あるいは抵抗精神の表れとして、例えばスポーツなどにおける日韓戦に必要以上に熱狂したり、与野党の争いや労働組合の労使紛争において憤りの余り過激な行動をとったりするのである。また、日本（大日本帝国）による併合が「長い抑圧と屈辱の歴史」であったという反日教育の源泉ともなった。
前近代韓国の恨と異なり強力な怒りと結びつく点は、1994年には「火病」の原因の一つと見なされたこともある。
宮脇淳子は、「朝鮮半島特有の思考様式。歴代シナ王朝への服従や日本による統治、あるいは李氏朝鮮時代の両班支配など、どうにもならない抑圧と屈辱の歴史の中で、自ら不幸を嘆き、自分以外の何かを恨み、それに対する抵抗心をバネにして生きていかざるを得なかった歴史から生まれたと考えられる」と定義している。

### 独立後「現代北朝鮮の恨」
1972年に北朝鮮で金日成が日本への抵抗時代に創作したと主張する文学を原作にした映画『花を売る乙女』が上映された。この金日成の文学思想を代表する作品からは、ナショナリズムや「恨」を個人崇拝の道具として利用する様子を垣間みることができる。この映画は、家族の悲劇的な運命から、「恨」の恨みを晴らすために、朝鮮人を導くのに最もふさわしい存在は誰なのか、という心理的含意へと導いていく。権力の頂点に立った金日成は、一連のプロパガンダを通じて、白衣民族の唯一無二のスポークスマンとして自らを全能の民族神へと変身させ、白衣民族の血統の純粋性を強調することにより、その血統の純粋性を破壊者から守る守護者という正統性を強調している。ナショナリズムのなかに神話が埋め込まれ、退屈な支配者の空疎な説教だった主体思想は、外的抑圧者に対して「恨」の恨みを晴らすというテーマを強調することにより、特別な生命が吹き込まれた。
金明哲は、朝鮮の伝統とは、一言でいえば「恨からいかに解放されるか」という命題であると指摘する。「北朝鮮の指導者は、『恨』を討つ最高指導者でなければならず、したがって、金日成と金正日が『恨』との聖戦の最高指導者であることは必然であり、金日成と金正日であるならば、朝鮮人は『恨』の恨みを清算することができる」という朝鮮人の社会心理を理解しなければ、金日成と金正日の嘘が北朝鮮で受け入れられている現実を理解することは難しい。
単一民族という民族の血統の純粋性を誇る一方、他国に虐げられ続けてきたという歴然たる事実が国民精神の奥底に潜み、果てしない「恨」を生み、朝鮮人の集団的性格となる。金日成と金正日は、このような国民の「恨」を利用することで個人崇拝を推進した。白頭山信仰や主体思想の背景には排外主義的な人種差別がみられる。金正恩は、金日成のヘアスタイル、容貌、体型をわざと真似るような子供じみた純朴さを強調することにより、自らが最も純粋な血統の朝鮮人であり、それゆえ北朝鮮人を率いて「恨」の恨みを晴らすのに最もふさわしい存在であるとアピールした。

## 「長い抑圧と屈辱の歴史」状態への批判
「恨の文化」の根底とされる韓国の 「長い抑圧と屈辱の歴史」自体を否定する研究者もいる。
マーク・ピーターソンは日本統治時代を含めて、韓国は大きな侵略も無く長期的な平和と安定を持っていたと主張している。大国である韓国が20世紀の犠牲に縛られることは相応しく無いとし、そもそも侵略の歴史はその正当化のために日本統治時代に刷り込まれたものであるとしている。また当時の日本が批判した併合前の韓国王朝も前時代的ではなく誇るべきだと指摘している。
またジョンダンカンは、韓国が絶え間ない侵略を経験した「苦しみの歴史」には実態が無い（神話的）としている。
デビッド・C・カンも、20世期に登場した韓国の被害者観は、いわゆるミーム（パフォーマンス）のひとつとしている。
共通することは「現代韓国の恨」が韓国社会や民族固有のものであり、他者（侵略者や歴史）に解決策を求める他責傾向や、過度な「劣等感」からくる自己不信のままでは解消できないことである。
一方、「恨の文化」の根底とされる韓国の 「長い抑圧と屈辱の歴史」自体を肯定する研究者もいる。

## 「恨」の文化に対する評価
蓮池薫は、「朝鮮半島は、歴史的に大国に囲まれた中で、試練が多かったわけですね。それで自分の思い通りにできない。その切なさが『恨』。やむを得ず、中国の明や清の影響下に入り、国の存続を図ってきた。私が最初に翻訳した『孤将』という小説の主人公で、豊臣秀吉の軍勢を迎え撃った李舜臣は、その典型です。猜疑心の強い自国の王からも信用されず、援軍として駆けつけたはずの中国は、裏で日本と手を握って、朝鮮半島の命運を決めてしまう。なんとか自分の思う方向に導いて解決したいとの思い、どうして自分の国を強くして守りきれないのかという部分もある」と評している。
中兼和津次は、「韓国人の『恨』の構造だが、昔、ある韓国人との対話の中で、韓国人の本音と思われることを聞いた。日本の植民地支配36年による『恨』（コンプレックス）を晴らすには、一度韓国が日本を36年間植民地にして、それが終わってはじめて両者が平等になる、というもの。そこまで『恨』の感情が強いのか、と思った。では、なぜ韓国人は、植民地とは言えないものの、もっと長い間、冊封によって韓国を属国としてきた中国人に対して、同様な感情を持たないのか? それは、韓国人のもつ儒教感が原因ではないか。（中略）呉さんによれば、韓国人にとっては中国が父親、韓国が長男、日本は末子（次男)、という関係。中国は社会主義化、日本は明治時代以降、近代化。韓国は近代化したが、相変わらず儒教イデオロギーの枠の中におり、次男に対しては、『けしからん』という気持ちを持っている。本来、長男である自身が、次男によって傷つけられたという悔しさがある、ということで納得した」と評している。

## アメリカのテレビドラマに登場した「恨」
アメリカのテレビドラマ『ザ・ホワイトハウス』はまた、第5シーズン（第4話）で「恨」の特徴を言及している。そのエピソードは、アメリカ大統領ジェド・バートレット（マーティン・シーン）が、「恨」という難解な概念について、彼が個人的な理解を果たして締め括られている。